# James Burnham
James Burnham (n. 22 noiembrie 1905, Chicago, Illinois, SUA – d. 28 iulie 1987, Kent⁠(d), Connecticut, SUA) a fost un filozof și teoretician american. A prezidat departamentul de filosofie⁠(d) din cadrul Universității din New York. Prima sa lucrare a fost Introducere în analiza filozofică (1931). Deși Burnham a fost un cunoscut activist troțkist în anii 1930, acesta a ajuns să respingă marxismul și a devenit un influent teoretician al dreptei conservatoare. Lucrarea sa Revoluția managerială - publicată în 1941 - conținea speculații cu privire la viitorul capitalismului. Acesta a fost un editor și colaborator al revistei National Review. Burnham a respins politica de îngrădire a Uniunii Sovietice și a militat pentru o schimbare de regim⁠(d) în statele comuniste.

## Biografie
Născut în Chicago, Illinois pe 22 noiembrie 1905, James Burnham era fiul lui Claude George Burnham, un imigrant englez și director al Burlington Railroad⁠(d). Acesta a fost crescut în credința romano-catolică, însă a respins valorile catolicismul în perioada colegiului și a devenit ateu (a redevenit creștin înainte să moară). Și-a încheiat studiile la Universitatea Princeton, iar apoi a urmat cursurile Colegiului Balliol⁠(d) din cadrul Universității Oxford unde i-a avut profesori pe J. R. R. Tolkien și Martin D'Arcy⁠(d). În 1929, a devenit profesor de filozofie la Universitatea din New York.
S-a căsătorit cu Marcia Lightner în 1934.

### Troțkism
În 1933, împreună cu Sidney Hook⁠(d), Burnham a contribuit la organizarea Partidului Muncitorilor Americani⁠(d) condus de ministrul pacifist de origine olandeză A. J. Muste⁠(d). Burnham a susținut fuziunea din 1934 cu Liga Comunistă a Americii⁠(d) care a condus la înființarea Partidul Muncitorilor din Statele Unite⁠(d). În 1935, s-a aliat cu aripa troțkistă a acestui partid și a susținut fuziunea cu Partidul Socialist al Americii⁠(d). În această perioadă, a devenit prieten cu Leon Troțki. A redactat articole pentru revista Partisan Review⁠(d), având o influență puternică asupra unor scriitori precum Dwight Macdonald⁠(d) și Philip Rahv⁠(d). Cu toate acestea, opiniile sale politice nu au rezistat în fața unor neînțelegeri cu ceilalți membri.
În 1937, troțkiștii au fost expulzați din Partidul Socialist, acțiune care a condus la formarea Partidul Socialist Muncitoresc din Statele Unite⁠(d) (SWP) la sfârșitul anului. În cadrul SWP a început o luptă între facțiuni, Burnham s-a aliat cu Max Shachtman⁠(d) împotriva facțiunii majoritare conduse de James P. Cannon⁠(d) și susținute de Troțki, apărând URSS în fața incursiunilor imperialismului. Shachtman și Burnham - în special după pactul Ribbentrop-Molotov din 1939, invadarea Poloniei și a țărilor baltice de către Stalin, respectiv războiul sovieto-finlandez din noiembrie 1939 - au ajuns la concluzia că URSS reprezintă o noua formă de societate de clasă asupritoare care nu merită să fie susținută de revoluționari.
În februarie 1940, a redactat lucrarea Science and Style: A Reply to Comrade Trotsky (în română Știință și stil: o replică tovarășului Troțki) în care a respins materialismul dialectic. În acest text, Burhham îi oferă un răspuns lui Troțki care îl atenționează cu privire la „acele opere care ar trebui să înlocuiască sistemul materialismului dialectic pentru proletariat” - referindu-se la Principia Mathematica⁠(d) de Russell și Whitehead - și asupra faptului că „oamenii de știință, matematicienii și logicienii cooperează la International Encyclopedia of Unified Science⁠(d)”.
După o lungă discuție în cadrul SWP unde fracțiunile și-au argumentat poziția printr-o serie de discuții interne aprinse, a III-a Convenție Națională specială a organizației a decis la începutul lui aprilie 1940 în favoarea majorității cu un vot de 55 la 31. Chiar dacă majoritatea a încercat să evite o scindare și s-a oferit să continue dezbaterea, respectiv să permită reprezentarea grupului minoritar în Comitetul Național de guvernare al partidului, Shachtman, Burnham și susținătorii lor au demisionat din SWP cu scopul de a-și lansa propria organizație intitulată Partidul Muncitorilor⁠(d).

Totuși, această fracționare a marcat și respingerea valorilor de stânga de către Burnham. La 21 mai 1940, a adresat o scrisoare Comitetului Național al Partidului Muncitorilor prin care își anunța demisia. Aceasta denotă fără echivoc respingerea marxismului:
Resping, după cum știți, „filozofia marxismului”, materialismul dialectic. ...
Teoria generală marxistă a „istoriei universale”[...] mi se pare infirmată de investigațiile istorice și antropologice moderne.
Economia marxistă îmi pare în mare parte a fi falsă, perimată sau lipsită de sens când încercăm să o aplicăm fenomenului economic contemporan. Acele trăsături ale economiei marxiste care rămân valabile nu-mi par suficiente pentru a justifica structura teoretică a economiei.
Sunt convins atât de lipsa de sens a afirmației „socialismul este inevitabil”, cât și de falsitatea ideii că socialismul este „singura alternativă la capitalism”; Consider în baza dovezilor pe care le avem la dispoziție că  o nouă formă de societate exploatatoare (pe care o numesc „societate managerială”) nu este doar posibilă, ci reprezintă consecința mai probabilă a prezentului decât socialismul.

Prin urmare, nu pot să recunosc sau să mă simt legat de Partidul Muncitorilor (sau de orice alt partid marxist) în baza unor temeiuri ideologice, teoretice sau politice.
În 1941, Burnham a redactat o lucrare care analizează dezvoltarea economiei și a societății așa cum o vede el: Revoluția managerială: Ce se întâmplă în lume. Cartea a fost inclusă în lista revistei Life cu cele mai remarcabile 100 de cărți din perioada 1924–1944.

## Idei

### Revoluția managerială
Lucrarea fundamentală a lui Burnham - Revoluția managerială (1941) - a conține speculații despre viitorul capitalismului mondial pornind de la dezvoltarea acestuia în perioada interbelică. Burnham a luat în considerare trei posibilități:
(1) capitalismul era o formă permanentă de organizare socială și economică și va continua pe termen nelimitat;
(2) capitalismul era temporar și prin natura sa era hărăzit să decadă și să fie înlocuit de socialism;
(3) capitalismul urmează să fie transformat într-o formă de societate diferită de cea socialistă.
Din moment ce capitalismul a avut un început mai mult sau mai puțin definit în secolul al XIV-lea, acesta nu putea fi privit ca o formă imuabilă și permanentă. Mai mult, în sistemelor economice anterioare - cum ar fi cele din Grecia Antică și Imperiul Roman - șomajul în masă a fost „un indiciu că o anumită formă de organizare socială este aproape distrusă”. Așadar, șomajul mondial din perioada marii crize a denotat că sistemul capitalism „nu va supraviețui pentru mult timp”.
Analizând formele de societate din întreaga lume aflate în curs de dezvoltare, Burnham a observat anumite trăsături comune între construcțiile economice ale Germaniei Naziste, ale Rusiei staliniste și ale Statelor Unite sub Roosevelt. Acesta a susținut că la scurt timp după Primul Război Mondial, o nouă societate a apărut în care un grup social sau clasă de „manageri” a stimulat dorința de a obține ”dominație socială, putere și privilegii, poziții în clasa conducătoare”. În deceniul precedent, ideea de „separare a deținerii și controlării” corporațiilor moderne s-a răspândit În Statele Unite datorită popularizării sale în lucrarea The Modern Corporation and Private Property de Berle și Means. Burnham a extins acest concept și a susținut că, indiferent dacă proprietatea era corporativă și privată sau etatistă și guvernamentală, delimitarea esențială dintre elita conducătoare (executivi și manageri susținuți de birocrați și funcționari) și societatea de masă nu depinde de proprietatea, ci de controlarea mijloacelor. de producție. 
Burnham a subliniat că „New Dealism” - așa cum l-a numit el - „nu este, permiteți-mi să repet, o ideologie managerială dezvoltată, sistematizată”. Totuși, această ideologie a contribuit la trecerea capitalismului american într-o „etapă managerială”.
În iunie 1941, o recenzie ostilă a lucrării realizată de către membrul Partidului Muncitoresc Socialist Joseph Hansen⁠(d) și publicată în revista organizației l-a acuzat pe Burnham că a copiat pe ascuns ideile centrale ale cărții sale din La Bureaucratisation du Monde (1939) a italianului Bruno Rizzi⁠(d). În ciuda anumitor idei asemănătoare, nu există nicio dovadă că acesta știa despre această carte, exceptând scurtele menționări pe care le-a făcut Troțki în dezbaterile sale cu Burnham. Acesta a fost influențat de ideea colectivismului birocratic⁠(d) a troțkistului Yvan Craipeau⁠(d), dar Burnham a adoptat un punct de vedere conservator machiavelic și nu unul marxist, o diferență filozofică importantă pe care Burnham a explorat-o mai detaliat în lucrarea The Machiavelians.

## Lucrări
- Introduction to Philosophical Analysis (cu Philip Wheelwright). New York: Henry Holt and Company, 1932.
- The Managerial Revolution: What is Happening in the World. New York: John Day Co., 1941.
- The Machiavellians: Defenders of Freedom. New York: John Day Co., 1943. ISBN 0895267853.
- The Struggle for the World. New York: John Day Co., 1947.
- The Case for De Gaulle: A Dialogue Between André Malraux and James Burnham. New York: Random House, 1948.
- The Coming Defeat of Communism. New York: John Day Co., 1949.
- Containment or Liberation? An Inquiry into the Aims of United States Foreign Policy. New York: John Day Co., 1953.
- The Web of Subversion: Underground Networks. New York: John Day Co., 1954.
- Congress and the American Tradition. Chicago: Regnery, 1959. ISBN 0765809974.
- Bear and Dragon: What is the Relation Between Moscow and Peking? New York: National Review, in cooperation with the American-Asian Exchange, 1960.
- Suicide of the West: An Essay on the Meaning and Destiny of Liberalism. New York: John Day Co., 1964. ISBN 0895268221.
- The War We Are In: The Last Decade and the Next. New Rochelle, NY: Arlington House, 1967.